# رناتو گاندولفی
رناتو گاندولفی (انگلیسی: Renato Gandolfi; ۱۷ نوامبر ۱۹۲۵ – ۲۳ سپتامبر ۲۰۱۱) بازیکن فوتبال اهل ایتالیا بود.
از باشگاه‌هایی که در آن بازی کرده‌است می‌توان به باشگاه فوتبال جنوآ، باشگاه ورزشی لاتزیو، باشگاه فوتبال پیاچنزا، و باشگاه فوتبال تورینو اشاره کرد.